# 박노자
박노자(朴露子, 1973년 2월 5일 ~ ) 혹은 티코노프블라디미르(러시아어: Тихонов Владимир)는 대한민국에서 활동하는 소련 출신의 교육인·언론인·사회운동가·역사학자·한국학자이다.
박노자는 필명으로 대한민국으로 귀화한 뒤에도 법적으로 개명을 하지는 않아 공식적으로는 티코노프블라디미르이며 2012년 총선에서는 해당 명칭을 사용하였다.

## 생애

### 가족
박노자는 1973년 소련 레닌그라드에서 유대계 아버지인 1937년생 모이세이 미하일 시프와 러시아인 어머니 사이에서 블라디미르 미하일로비치 티호노프(러시아어: Владимир Михайлович Тихонов)라는 이름으로 태어났다.
박노자의 할아버지가 엔지니어로서 나치 독일군이 레닌그라드(상트페테르부르크 Saint Petersburg)를 포위하던 1942년 초반, 독일군에게 봉쇄당한 레닌그라드에서 굶주리며 아사하여 박노자의 아버지는 화학 엔지니어였던 어머니 슬하에서 성장하면서 소련 미사일 부대에서 1950년대 말까지 군 복무했다.
군 복무를 마친 박노자의 아버지는 전기공학을 전공해 평생 발전소 변전기 설계를 했지만 1991년 소련이 붕괴하자 설계연구소가 폐업하면서 실업자로 살다가 연금 생활을 하였으며 2009년에 사망했다.
박노자의 어머니 나데즈다 티코노바는 경제계획전문가이자 경제 관료였던 아버지와 의사였던 어머니 사이에서 1939년에 태어나 미생물학 박사로 소련의 간호전문대학에서 미생물학을 가르쳤으며 소련이 붕괴하자 간호전문대가 폐업하면서 연금 생활자가 되었다.
러시아에서 박사과정으로 수학하던 1995년 박노자는 한국 대학생들이 러시아로 유학을 와서 다니고 있던 레닌그라드 국립음악원 수업에 통역으로 근무하던 중 자기가 통역을 돕던 대한민국 바이올린 연주자 백명정과 결혼하여 슬하에 1남 1녀를 두었으며 백명정과 결혼 4년이 지난 1999년 한국의 사립대학에서 비정규직 전임강사로 근무하면서 사립대학 내부관계의 구조 등 '자본과 노동' 사이의 비대칭적 관계에 강한 문제의식을 느끼던 찰나 대한민국의 정치나 사회평론에 대해 공동체 구성원의 일원으로서 역할을 담당하기 위해 국적을 취득했다고 한다.

### 생애 초기
어린 시절 천문학과 화학에 관심이 많았던 박노자는 10대에 접어들어 지질학과 고고학으로 옮겨가자 중, 고등학교 시절 소년공산당 문화센터 산하의 고고학 동아리에  참여했다.
고등학교 1학년을 마치고 고고학 동아리와 함께 소련 남부 시베리아에 있는 '미누신스크' 계곡에서의 스키타이(Scythian)계통의 고분군 발굴에 참여했으며 이때 경험에 대해 박노자는 "박사학위 논문자료를 수집할 때 고분군 출토 유물들을 분석하는 데 많은 도움이 되었다"고 밝혔다.
고등학교때 멕시코 유카탄 반도 마야 도시국가의 사회, 경제, 정치형태에 대해 연구하는 것을 취미로 했던 박노자는 그 당시의 연구에 마르크스의 '아세아적 생산양식'론을 적용하고자 시도하는 등 중, 고등학교 시절에 마르크스와 엥겔스의 책을 많이 읽어 그로부터 받은 영향을 많이 받았다.

### 생애
고등학교를 졸업하고 티베트학과의 티베트불교를 공부하고 싶었던 박노자는 경쟁률이 높았던 티베트학과 대신에 조선민주주의인민공화국의 수도 평양에 대해 많은 관심을 가져 조선사학과를 배우게 되었다. 조선사학과에선 소련 청년들이 '1년간 평양에서의 조선어 실습'이라는 조선사학과 입학 조건이 있었는데 조선민주주의인민공화국 평양에서의 삶이 고립적이며 심심할 것 같아 조선사학과의 지원을 꺼렸지만 평양에서의 삶이 너무 궁금해 상대적으로 낮은 5:1의 경쟁률을 보였던 1989년 러시아 상트페테르부르크 국립대학 동방학부 조선사학과에 입학하여 1993년 석사 학위로 졸업하였다. 1991년 대한민국에 유학하여 고려대학교 대학원 노어노문학과 석사를 거쳐 경희대학교 대학원 철학과 석사를 졸업하였다.
한국 유학 중에 조국인 소련이 해체되면서 학술연구의 질 저하와 연구자 공동체의 위축과 붕괴 등에서 충격적 경험을 받은 박노자는 소련 해체 이후 러시아로 돌아가 모스크바 국립대학교 대학원 한국고대사학과에서 1996년 「일본서기」와 고대 씨족의 계보를 집성한 책(新撰姓氏), 그리고 고고학적 발굴의 성과를 통하여 5세기부터 562년 이전까지의 대가야(고령군)와 아라가야(함안군), 가야(김해시)의 외교수행능력, 전쟁 수행능력, 대민동원능력 등에 대하여 측정을 시도하여 박사학위를 취득한 후 대한민국에 돌아왔다.
1996년 경희대학교 러시아어 전임강사로 근무하다가 2000년 노르웨이로 이주하여 오슬로 대학교 동양학과 교수로서 근무하면서 한국, 일본, 중국의 정치, 사회, 역사, 사상, 종교 등에 관한 연구와 강의를 맡은 박노자는 이방인의 눈으로 본 [[대한민국을 담은「당신들의 대한민국」이 베스트셀러에 오르고 대한민국의 한겨레신문에 고정 칼럼니스트로 기고하는 등으로 진보적 담론을 펼쳤다.

### 귀화 이후 경력
2001년에 대한민국으로 귀화하였다. 대한민국에서는 한국어 성명인 박노자(朴露子)로 알려져 있지만 대한민국에 귀화할 때 러시아어 성명을 그대로 사용하고 있고, 박씨 문중의 양해를 얻어야 하는 등의 문제로 박씨로 성씨와 본관을 창설하는 것을 포기했기 때문에 현재 공식 성명은 티코노프 블라디미르이다.
귀화 이후에 박노자는 대학교에서 한국사를 강의하다가 노르웨이 오슬로대학교 한국학 부교수, 아웃사이더 편집위원, 경희대학교 러시아어과 전임강사를 역임했고 한겨레나 중앙일보를 위시한 언론사에 칼럼과 기사를 기고했으며, 공개 토론에 참여하기도 했다. 박노자는 2012년 제19대 국회의원 총선거에서 진보신당 비례대표 후보 6번(1번 김순자, 2번 홍세화, 3번 이명희, 4번 정진우, 5번 장혜옥, 6번 티코노프 블라디미르(박노자), 7번 박은지)으로 출마하기도 하였으나 득표율 1.13%를 기록하면서 낙선했다.

### 활동
현재 노르웨이 오슬로 국립 대학의 교수로서 한국학을 강의한다. 《아웃사이더》 편집위원으로도 활동하였다.
한국어를 이용해 저술한 여러 책이나 기고문으로써 대한민국 사회 각 분야 전반에 퍼져 있는 나치즘 성향이나 파시즘 경향을 좌익적 시각으로 주로 비판한다. 한겨레 21에 칼럼을 연재한다.

### 기타
1990년대 후반 이후 기존 대한민국 사회 전반에 과도하게 만연한 국수주의, 쇼비니즘, 파시즘을 본격으로 신랄하게 비판해 온다. 박용만 씨 암살 사건과 박원문 씨의 우연한 사망, 박헌영을 향한 평가를 예로 들어 대한민국 사회에서 애국심으로 포장된 파시즘의 폭력성을 비판하기도 하였다.
2008년 말에 통일 신라를 향한 민족주의 시각을 비판하는 태도로써 평가하기도 하고 대한민국 사회의 장기 보수화 전망은 없다고 평가하기도 하였다.

## 역대 선거 결과
| 실시년도 | 선거  | 대수 | 직책     | 선거구   | 정당     | 득표수    | 득표율         | 순위         | 당락 | 비고 |
| -------- | ----- | ---- | -------- | -------- | -------- | --------- | -------------- | ------------ | ---- | ---- |
| 2012년   | 총선  | 19대 | 국회의원 | 비례대표 | 진보신당 | 243,065표 | \| \| 1.13% \| | 비례대표 6번 | 낙선 |      |
|          | 1.13% |      |          |          |          |           |                |              |      |      |

## 저술

### 저서
- 《전쟁 이후의 세계》, 한겨레출판, 2024년 02월
- 《러시아 혁명사 강의》, 나무연필, 2017년 9월
- 《주식회사 대한민국》, 한겨레출판, 2016년 6월
- 《비굴의 시대》, 한겨레출판, 2014년 12월
- 《당신을 위한 국가는 없다》, 한겨레출판, 2012년 2월
- 《붓다를 죽인 부처》, 인물과사상사, 2011년 10월
- 《거꾸로 보는 고대사》, 한겨레출판, 2010년 9월
- 《씩씩한 남자 만들기》, 푸른역사, 2009년 9월
- 《왼쪽으로, 더 왼쪽으로》, 한겨레출판, 2009년 6월
- 《박노자의 만감일기》, 인물과사상사, 2008년 1월
- 《우리가 몰랐던 동아시아》, 한겨레출판, 2007년 5월
- 《당신들의 대한민국 2》, 한겨레출판, 2006년 1월
- 《나는 폭력의 세기를 고발한다》, 인물과사상사, 2005년 7월
- 《우승優勝 劣敗열패의 신화》, 한겨레출판, 2005년4 월
- 《하얀 가면의 제국》, 한겨레출판, 2003년 12월
- 《나를 배반한 역사》, 인물과사상사, 2003년 4월
- 《좌우는 있어도 위아래는 없다》, 한겨레출판, 2002년 6월
- 《당신들의 대한민국 1》, 한겨레출판, 2001년 12월

### 공저
- 《발자국을 포개다》
- 《좌파하라》
- 《개념의 번역과 창조》
- 《근대 한국, 제국과 민족의 교차로》
- 《문명 안으로》
- 《러시아는 우리에게 무엇인가》
- 《전통, 근대가 만들어낸 또 하나의 권력》
- 《리얼 진보 Real Progressive》
- 《후퇴하는 민주주의》
- 《이팔청춘 꽃띠는 어떻게 청소년이 되었나?》
- 《길들이기와 편가르기를 넘어》
- 《레닌과 미래의 혁명》
- 《총을 들지 않는 사람들》
- 《21세기에 지켜야 할 자존심》
- 《하나의 대한민국, 두 개의 현실》
- 《일제 식민지 시기 새로 읽기》
- 《21세기에는 바꿔야 할 거짓말》
- 《6인 6색 21세기를 바꾸는 상상력》
- 《열강의 소용돌이에서 살아남기》
- 《젊은 날의 깨달음》
- 《아부 그라이브에서 김선일까지》
- 《근대 계몽기 지식 개념의 수용과 그 변용》
- 《7인 7색 21세기를 바꾸는 교양》
- 《아웃사이더 16》
- 《아웃사이더 15》
- 《우리 역사 최전선》
- 《아웃사이더 14》
- 《아웃사이더 13》
- 《아웃사이더 12》
- 《탈영자들의 기념비》
- 《아웃사이더 11》
- 《아웃사이더 10》
- 《아웃사이더 09》
- 《아웃사이더 08》
- 《아웃사이더 07》
- 《아웃사이더 06》
- 《아웃사이더 05》

### 해제
- 《나는 사회주의자다》, 임경화 편(編), 교양인, 2011년 8월

## 관련 자료
- 이성으로 포장된 ‘혐의 논리’ 어디 개화기 뿐이랴 한겨레 2005.08.04
- 박노자 교수, ‘나는 폭력의 세기를 고발한다’ 한겨레 2005.08.03